# Фицрой Ньюдегейт, Фрэнсис, 3-й виконт Дэвентри
Фрэнсис Хамфри Морис Фицрой Ньюдегейт, 3-й виконт Дэвентри (англ. Francis Humphrey Maurice FitzRoy Newdegate, 3rd Viscount Daventry; 17 декабря 1921 — 15 февраля 2000) — британский пэр, занимавший пост верховного шерифа Уорикшира в 1970 году и лорда-лейтенанта Уорикшира с 1990 по 1997 год.

## Биография
Родился 17 декабря 1921 года. Старший сын коммандера достопочтенного Джона Мориса Фицроя Ньюдегейта (1897—1976), младшего сына Эдварда Фицроя и Мюриэль Фицрой, 1-й виконтессы Дэвентри. Его матерью была Люсия Шарлотта Сьюзан Ньюдигейт (1896—1982), наследница сэра Фрэнсиса Ньюдегейта из Арбери-холла, Уорикшир. Его отец взял дополнительную фамилию Ньюдегейт и унаследовал поместья Арбери-холл после смерти своего тестя в 1936 году.
Он получил образование в Итонском колледже.
Фрэнсис Фицрой Ньюдигейт вступил в поместья Арбери-холл после смерти своего отца в 1976 году.
Он получил чин капитана Колдстримского гвардейского полка, участвовал во Второй мировой войне, где был ранен. Он служил адъютантом вице-короля Индии в 1946—1947 годах. Он также занимал должности мирового судьи Уорикшира в 1960 году и заместителя лейтенанта Уорикшира в 1970—1974 годах. Он занимал должность вице-лорд-лейтенанта Уорикшира с 1974 по 1990 год. Фрэнсис Фицрой Ньюдигейт был главным шерифом Уорикшира в 1970 году и лордом-лейтенантом Уорикшира с 1990 по 1996 год.
19 января 1986 года после смерти своего бездетного дяди, Оливера Фицроя, 2-го виконта Дэвентри (1893—1986), Фрэнсис Фицрой Ньюдегейт унаследовал титул 3-го виконта Дэвентри из Дэвентри, графство Нортгемптоншир, став членом Палаты лордов Великобритании.
Лорд Давентри скончался 15 февраля 2000 года, и титул пэра унаследовал его старший сын Джеймс.

## Личная жизнь
20 октября 1959 года лорд Дэвентри женился на достопочтенной Розмари Норри (род. 28 марта 1926), дочери генерал-лейтенанта Чарльза Уиллоуби Моука Норри, 1-го барона Норри, и Джоселин Хелен Гослинг. У супругов было трое детей:
- Джеймс Эдвард Фицрой Ньюдегейт, 4-й виконт Дэвентри (род. 27 июля 1960)[1], старший сын и преемник отца.
- Достопочтенный Хью Фрэнсис Фицрой Ньюдегейт (род. 4 октября 1962)[1]
- Достопочтенная Джоанна Фицрой Ньюдегейт (род. 8 февраля 1964)[1]